# Vouharte
Vouharte é uma comuna francesa na região administrativa da Nova Aquitânia, no departamento de Charente. Estende-se por uma área de 10,64 km². Em 2010 a comuna tinha 333 habitantes (densidade: 31,3 hab./km²).